# ایسرسهایلینگن
ایسرسهایلینگن (به آلمانی: Issersheilingen) یک شهر در آلمان است که در اونستروت-هاینیش واقع شده‌است. ایسرسهایلینگن ۱۳۹ نفر جمعیت دارد.